# Sant’Eufemia d’Aspromonte
Sant’Eufemia d’Aspromonte – miejscowość i gmina we Włoszech, w regionie Kalabria, w prowincji Reggio Calabria. Nazwa miejscowości pochodzi od imienia św. Eufemii.
Według danych na rok 2004 gminę zamieszkiwały 4073 osoby, 127,3 os./km².